# Universidad Petru Maior de Târgu Mureș
La Universidad Petru Maior de Târgu Mureș (oficialmente y en rumano: Universitatea Petru Maior din Târgu Mureș) es un centro de enseñanza superior localizado en Târgu Mureș, Rumanía. Recibe su nombre del famoso humanista rumano Petru Maior.

## Estructura
Actualmente tiene tres facultades:
- Facultad de Económicas, Derecho y Estudios Administrativos[2]
- Facultad de Ciencias y Letras[3]
- Facultad de Ingeniería[4]